# Beli Potok (miasto)
Beli Potok (cyr. Бели Поток) – miasto w Serbii, w mieście Belgrad, w gminie miejskiej Voždovac. W 2011 roku liczyło 3621 mieszkańców.